# Jan Klingers
Abraham Jan Klingers (ur. 28 sierpnia 1929 w Zaandam, zm. 22 kwietnia 1994 w Zaanstad) – holenderski kajakarz, olimpijczyk.
Zajął 8. miejsce w konkurencji wyścigów kajaków dwójek (K-2) na dystansie 1000 metrów oraz 9. miejsce na dystansie 10 000 metrów na igrzyskach olimpijskich w 1952 w Helsinkach. Jego partnerem  w obu konkurencjach był Cees Koch.